# Anna Chapmanová
Anna Chapmanová (rusky А́нна Васи́льевна Ча́пман, celým jménem Anna Vasiljevna Chapman, rozená Anna Vasiljevna Kuščenková, rusky А́нна Васи́льевна Кущенко; * 23. února 1982, Volgograd, Sovětský svaz, dnes Rusko) je bývalá ruská špionka pracující pro Službu vnější rozvědky. V roce 2010 byla v New Yorku zatčena za špionáž pro Ruskou federaci a spolu s devíti dalšími agenty deportována ze Spojených států amerických do Ruska. Předtím žila několik let v Londýně a byla občankou Spojeného království. Britské státní občanství ji bylo odebráno a ze Spojeného království byla trvale vyhoštěná. Nežádoucí osobou se stala rovněž v Ázerbájdžánu. Po návratu do Ruska ji udělil Dmitrij Medveděv státní vyznamenání a stala se známou celebritou a také modelkou. Pro své schopnosti a půvab bývá přezdívána jako Agentka 90-60-90, Femme fatale nebo Nejtajnější ruská zbraň.

## Původ, vzdělání
Anna Chapmanová, vlastním jménem Anna Vasiljevna Kuščenková, se narodila ve Volgogradu v Sovětském svazu. Její otec Vasilij Kuščenko byl zaměstnán na sovětském velvyslanectví v keňském hlavním městě Nairobi. Podle vyjádření bývalého manžela Chapmanové Alexe Chapmana byl její otec vysoce postavený člen KGB, ačkoliv tuto informaci nelze s určitostí potvrdit. Podle dalšího vyjádření jejího bývalého manžela získala Chapmanová magisterský titul v oboru ekonomie na Moskevské státní univerzitě M. V. Lomonosova. Podle jiných zdrojů však absolvovala studia na Ruské univerzitě přátelství národů.

## 2001–2006: Londýn
V roce 2001 se v Londýnských docích na hudební rave párty poznala se svým budoucím manželem Alexem Chapmanem. O pět měsíců později se vzali v Moskvě. V důsledku toho získala britské státní občanství a britský cestovní pas. V letech 2003 a 2004 v Londýně krátkodobě pracovala například u společností NetJets, Barclays a v dalších firmách.

## 2009–2010: New York
Ve Spojených státech amerických získala bydlení v budově 20 Exchange Place na Manhattanu v New Yorku nedaleko Wall Street. Podle jejího profilu na sociální síti LinkedIn byla výkonnou ředitelkou společnosti PropertyFinder LLC, která se specializovala na obchod se zahraničními nemovitostmi. Chapman později tvrdil, že společnost byla několik prvních let zadlužená a náhle v roce 2009 úspěšně podnikala a pracovalo pro ni přes 50 zaměstnanců. Později měla mít poměr s Michelem Bittanem, prominentním majitelem sítě restaurací v New Yorku. Chapmanová později svůj život v New Yorku popsala jako jedny z nejlepších a zároveň jako jedny z nejhorších časů podle citátu Charlese Dickense.
Poté, co byla Chapmanová v New Yorku zatčena, najal si její manžel mediálního publicistu Maxe Clifforda a svůj příběh prodal britskému deníku The Daily Telegraph.

## Od roku 2010: Rusko
Na konci prosince 2010 byla jmenována členkou veřejné rady Mladé gardy Jednotného Ruska, mládežnické organizace politické strany Jednotné Rusko. Podle organizace měla Chapmanová působit v oblasti vzdělávání mladých lidí.
Od 21. ledna 2011 hostila v Rusku každý týden televizní pořad Tajemství světa televizní stanice REN TV.
Podle agentury Bloomberg News se stala v červnu 2011 redaktorkou časopisu Venture Business News.
V květnu a červnu 2011 svědčila v Moskvě v uzavřeném soudním procesu v nepřítomnosti proti plukovníkovi Alexandru Potějevovi. Při procesu vypověděla, že jen on mohl poskytnout informace amerických úřadům, které vedly v roce 2010 k zadržení Chapmanové. Mimo jiné také vypověděla, že byla zatčena krátce poté, co ji kontaktoval americký agent s použitím kódu, který znal pouze Potějev a osobní držitel kódu.
Chapmanová později psala sloupek pro ruský deník Komsomolskaja pravda. V říjnu 2011 byla obviněna gubernátorem Volgogradské oblasti Olegem Matvejčevem z plagiátorství jeho vlastní knihy v článku o Alexandru Sergejeviči Puškinovi. Britský list The Guardian přinesl informaci o tom, že tento incident vyvolal negativní vnímání osoby Chapmanové u části ruské veřejnosti a později, když pronášela řeč na Petrohradské státní univerzitě, vyvěsili zdejší studenti transparenty, na nichž mimo jiné vyzývali Chapmanovou k opuštění univerzity.
Nadace Anny Chapmanové podpořila druhou mezinárodní konferenci The Genetics of Aging and Longevity (česky přibližně „genetika stárnutí a dlouhověkosti“) probíhající v Moskvě, kde se prezentovala řada významných vědců působící v této oblasti.
V roce 2012 bylo oznámeno, že se Chapmanová dostala prostřednictvím svých špionážních schopností blízko k pozici vysoce postaveného úředníka amerického prezidenta Baracka Obamy. Hlavním motivem pro tuto činnost bylo posunout se výše v hierarchii desetičlenného špionážního kruhu, jehož byla Chapmanová součástí.

## Od roku 2013: Arménie a Náhorní Karabach
V srpnu 2013 byla Chapmanová spolu s dalšími ruskými úředníky spatřena v Náhorním Karabachu, separatistické oblasti Ázerbájdžánu. V oblasti měla diskutovat o problémech Náhorního Karabachu a šancích na vyřešení sporu mezi Ázerbájdžánem a Arménií a také zde měla pracovat na televizním pořadu Tajemství světa. Její návštěva vyvolala v Ázerbájdžánu pobouření a spolu s dalšími ruskými činovníky ji ázerbájdžánské ministerstvo zahraničí označilo za nežádoucí osobu.
V Arménii později navštívila Cicernakaberd, památník věnovaný obětem arménské genocidy. V rozhovoru pro média uvedla, že návštěva Arménie ji poučila o významu rodinných vztahů a dále že Armény považuje za své nejlepší přátele. V Arménii se toho podle vlastních slov hodně naučila a nabyla dojmu, že některé rodinné arménské hodnoty chybí v ruské společnosti.

## Zatčení a výměna zajatců
Chapmanová je jedna ze dvou špionů, kteří byli v červnu 2010 zadrženi ve Spojených státech amerických a nepoužívali falešné jméno.
Chapmanová spolupracovala s dalšími ruskými špiony, dokud nebyla v roce 2010 zatčena. Tajný agent FBI vlákal Chapmanovou do pasti. V kavárně Starbucks na Manhattanu v New Yorku ji předal cestovní pas s dalšími instrukcemi, podle nichž ho měla předat jinému špionovi. Chapmanová se rozhodla úkol splnit a pas převzala. Po několika telefonických rozhovorech se svým otcem Vasilijem Kuščenkem však dala na jeho rady a pas odevzdala na místní policejní stanici. Následně byla zatčena.
Poté, co došlo u Chapmanové k formálnímu obvinění, byla ze Spojených států vyhoštěna. Stala se spolu s dalšími devíti špiony součástí dohody, podle které si Rusko a Spojené státy americké vyměnily zajatce. Jednalo se o největší výměnu špionů od roku 1986. K výměně deseti ruských a čtyř amerických špionů došlo v ranních hodinách 8. července 2010 na Mezinárodním letišti ve Vídni v Rakousku. Ruská letecká společnost dopravila špiony na Mezinárodní letiště Moskva-Domodědovo, kde se o ně zajímala ruská i zahraniční média.
Podle informací z médií a Roberta Bauma, amerického právního zástupce Chapmanové, si přála Chapmanová přestěhovat se do Spojeného království. Úřady Spojeného království však vydaly podle platných zákonů dokumenty, podle nichž došlo u Chapmanové k odebrání britského státního občanství k 13. červenci 2010. Podle dokumentů se stala Chapmanová v Británii nežádoucí osobou, kvůli čemuž má zákaz cestovat do Spojeného království. Po deportaci do Ruska její právník Baum znova vyjádřil přání Chapmanové zůstat ve Spojeném království a zdůraznil, že jeho klientka je z rozhodnutí o zrušení státního občanství a o trvalém vyhoštění ze země zvláště rozrušená.

## Média a popularita

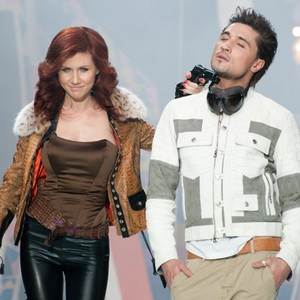
Chapmanová v roce 2011 jako modelka

Poté, co byla Chapmanová zatčena a deportována ze Spojených států amerických, stala se veřejně známou celebritou. Na internetu se objevila řada jejich soukromých fotografií z profilu na sociální síti Facebook a bylo uveřejněno několik videí na YouTube. Některá média ji podle jejího působení pro Ruskou federaci označovala jako „the red under the bed“ (doslova „rudý pod postelí“), kde označení red (rudý) odkazuje ke komunismu a under the bed (pod postelí) odkazuje k dětskému strachu z příšer ukrývajících se pod postelí.
Chapmanová se po návratu do Ruska stala také modelkou. V říjnu 2010 se objevila na hlavní straně ruskojazyčné mutace pánského magazínu Maxim ve spodním prádle módní značky Agent Provocateur. Objevila se také na seznamu 100 nejvíce sexy ruských žen. Časopisy a blogy referovaly o jejím stylu oblékání, zatímco bulvární média psala o akční figurce či panence. Média v New Yorku popsala Chapmanovou jako pravidelnou návštěvnici luxusních barů a restaurací.
Podle zpravodajské agentury Interfax byla Chapmanová v říjnu 2010 zaměstnána jako poradkyně v oblasti investičních a inovačních otázek u předsedy FundServiceBank, banky se sídlem v Moskvě, která zprostředkovává platby mezi státním a soukromým sektorem v oblasti leteckého průmyslu.
V dubnu 2011 se prezentovala na mole při moskevském módním týdnu. V červnu 2012 se Chapmanová objevila opět jako modelka v turecké Antalyi pro značku Dosso Dossi.
V roce 2010 obdržela od tehdejšího ruského prezidenta Dmitrije Medveděva za svou činnost státní vyznamenání.
Mediální pozornost vzbudila 3. července 2013, když na Twitteru položila otázku Edwardu Snowdenovi, zda by se s ní oženil. Není však zřejmé, zda byl dotaz míněn vážně nebo jako žert.
Podle zástupce FBI Franka Figliuzziho je Chapmanová prototypem nových ruských agentů, kteří jsou vysoce inteligentní, sexy a vybaveni špičkovými technologiemi. Pro své schopnosti a půvab bývá přezdívána jako Agentka 90-60-90, Femme fatale nebo Nejtajnější ruská zbraň.